# با یونگشان
با یونگشان (انگلیسی: Ba Yongshan؛ زادهٔ ۶ اوت ۱۹۶۱) کماندار اهل چین بود. وی در بازی‌های المپیک تابستانی ۱۹۸۴ شرکت کرده‌است.